# 吻 (1963年電影)
《吻》（英語：Kiss）是安迪·華荷1963-64年執導的美國地下電影，是他於工廠的最早期電影作品之一。

## 簡介
華荷在1963年8月左右開始拍攝此電影，斷續拍攝至1964年末。
電影中分別有兩名男性與男性、女性與女性、男性與女性演員各接吻約3分鐘的近鏡片段。據作家鮑伯·科拉切洛稱其靈感源自當時海斯法典中規定演員間嘴唇不得接觸多於3秒。
電影的部分片段於1963年在格拉梅西劇院定期放映，當時被稱為「安迪·華荷系列」。而現代藝術博物館收藏了電影的一個版本，但一些接吻的片段沒有包括在內。

### 相關
華荷在1963年11月22日製作了一網版印刷的同名畫作，基於1931年荷里活經典電影《德古拉》中飾吸血鬼的貝拉·盧戈西咬頸部的劇照。
美國作曲家拉蒙特·揚於1964年為此電影、《睡眠》、《吃》及《理髮之一》創作了磁帶音樂"Bowed Mortar Relays"作為電影配樂。在林肯表演藝術中心舉辦的第三屆紐約影展中，電影在入口大堂處以小型投影配上音樂放映。

## 另見
- 互联网电影数据库（IMDb）上《Kiss》的资料（英文）
- AllMovie上《Kiss》的资料（英文）